# Pisauridae
Pisauridae este o familie de păianjeni araneomorfi. 

## Descriere
După aspectul exterior se aseamănă cu păianjenii lupi (familia Lycosidae), au opt ochi dispuși în trei rânduri, primul alcătuit din patru ochi. Dar, spre deosebire de păianjenii lupi, care au doi ochi mediani mai mari decât ceilalți, păianjenii din familia Pisauridae au toți ochii de aproximativ aceleași dimensiuni. Acești păianjeni au corpul mai alungit și cu alte modele de marcaje, picioarele lor fiind mai lungi decât la păianjenii lupi.

## Modul de viață
Ei nu folosesc pânza, dar vânează insecte în mod activ printre vegetație înaltă sau stau la pândă. Multe specii, în special genul Dolomedes sunt în măsură să „meargă” pe suprafața apei, și chiar se pot scufunda sub apă la întâlnirea cu dușmanul. Alții scapă de prădători executând sărituri la o distanță de 5 - 6 centimetri.

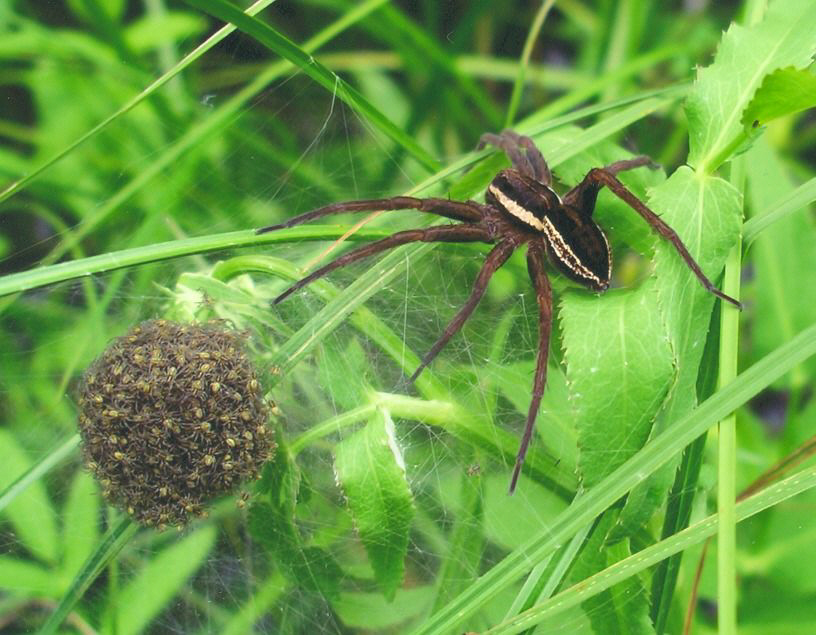
Femelă şi „grădiniţa de copii”, Dolomedes fimbriatus

## Reproducerea
Acuplarea este anticipată de oferirea unui cadou femelei de către masculi. Cadoul reprezintă o insectă înfășurată în matase. Probabil, pentru a potoli foamea femeli și asfel masculul are șansa de a nu fi mâncat de ea. În caz că în timp de, cel mult, două zile masculul nu va găsi vreo femelă, o va mânca singur. Ponta este depusă într-un cocon, care este ținut cu ajutorul chelicerelor și pedipalpilor și nu este atașat de organele filiere ca la păianjenii lupi. Înainte de eclozare femela va amplasa coconul printre ierburi și va țese o pânză de protecție, pentru protejarea micuților. Juvenilii vor trăi în această „grădiniță” până la a două năpârlire, fiind păziți de către mama lor.

## Răspândire
Acești păianjeni sunt răspândiți cosmopolit, cu excepția Saharei Centrale și regiunilor polare. În Europa familia este reprezentată de trei specii din două genuri întâlniți în regiunile centrale și de dnord ale continentului.

## Sistematică
În prezent, familia include 55 genuri, dintre care 2 fosile, și 339 de specii descrise.
- Subfamilia Pisaurinae Simon, 1890

- Afropisaura Blandin, 1976
- Architis Simon, 1898
- Caripetella Strand, 1928
- Charminus Thorell, 1899
- Chiasmopes Pavesi, 1883
- Cispius Simon, 1898
- Cladycnis Simon, 1898
- Dendrolycosa Doleschall, 1859
- Euprosthenops Pocock, 1897
- Euprosthenopsis Blandin, 1974
- Eurychoera Thorell, 1897
- Maypacius Simon, 1898
- Paracladycnis Blandin, 1979
- Perenethis L. Koch, 1878
- Phalaeops Roewer, 1955
- Pisaura Simon, 1885
- Pisaurina Simon, 1898
- Polyboea Thorell, 1895
- Ransonia Blandin, 1979
- Rothus Simon, 1898
- Staberius Simon, 1898
- Stoliczka O. P.-Cambridge, 1885
- Tetragonophthalma Karsch, 1878
- Thalassiopsis Roewer, 1955
- Voraptipus Roewer, 1955
- Vuattouxia Blandin, 1979
- Walrencea Blandin, 1979

- Subfamilia Thalassiinae

- Archipirata Simon, 1898
- Dolomedes Latreille, 1804
- Eucamptopus Pocock, 1900
- Hesydrimorpha Strand, 1911
- Ilipula Simon, 1903
- Megadolomedes Davies & Raven, 1980
- Nukuhiva Berland, 1935
- Papakula Strand, 1911
- Thalassius Simon, 1885
- Thaumasia Perty, 1833
- Tinus F. O. P.-Cambridge, 1901

- incertae sedis

- Bradystichus Simon, 1884
- Campostichommides Strand, 1911
- Cispinilus Roewer, 1955
- Conakrya Schmidt, 1956
- Dianpisaura Zhang, Zhu & Song, 2004
- Eopisaurella Petrunkevitch, 1958 † (fossil)
- Esuritor Petrunkevitch, 1942 † (fossil)
- Hygropoda Thorell, 1894
- Hypsithylla Simon, 1903
- Inola Davies, 1982
- Nilus O. P.-Cambridge, 1876
- Qianlingula Zhang, Zhu & Song, 2004
- Tallonia Simon, 1889
- Tapinothele Simon, 1898
- Tapinothelella Strand, 1909
- Tapinothelops Roewer, 1955